# Alge
Alge is een historisch Duits merk van motorfietsen.
De bedrijfsnaam was: Alfred Geisler, Motorenfabrik, Knauthain bei Leipzig.
Alfred Geisler was in 1902 al begonnen als slotenmaker, met een kleine werkplaats in de huiskamer. Al snel bouwde hij een werkplaats achter het woonhuis, dat veranderde in een winkel met twee etages waar ijzerwaren, huishoudelijke artikelen, kristal, porselein, naaimachines, fietsen, grammofoons en speelgoed verkocht werden. In de werkplaats werden niet alleen sloten gemaakt, maar ook allerlei reparaties uitgevoerd aan verwarmingsinstallaties, molenturbines, fietsen, kookpotten en uiteindelijk ook aan automobielen en motorfietsen.
Daardoor ontstond het idee om zelf motorfietsen te gaan produceren. Aanvankelijk mislukte dat: het moment was niet goed gekozen. De eerste modellen werden op de Leipziger Messe van 1925 gepresenteerd, maar in dat jaar verdwenen door de hevige concurrentie juist meer dan 150 Duitse motorfietsmerken van de markt. Daar kwam nog bij dat het patent voor een tweetaktmotor niet bleek te functioneren, waardoor het bedrijf aan de rand van de afgrond kwam. Hoewel er wel enkele tweetaktmachines met eigen motoren gebouwd werden, besloot men al snel om inbouwmotoren van andere merken in te gaan kopen. Zo ontstonden machines van 123- tot 500 cc met motorblokken van Blackburne, ILO, Küchen, MAG, Sturmey-Archer en Villiers. De klanten van Alge hadden dan ook een ruime keuze: de motoren varieerden van 2½- tot 16 pk en de zware 500cc-Küchen-zijklepmotoren dreven ook triporteurs en kleine personenauto's aan. Lichtere triporteurs kregen 172- tot 350cc-Villiers-tweetaktmotoren. Zes à zeven personeelsleden waren volledig met de motorfietsconstructie bezig. De frames werden in eigen huis gelast en geëmailleerd. Alfred's zoon Oswald nam met een 350cc-Alge-MAG deel aan wegraces.
In 1930 kreeg het bedrijf enkele grote tegenslagen te verwerken. Alfred verongelukte bij een motorongeval en Oswald moest de leiding van het bedrijf overnemen. De economische crisis bemoeilijkte de verkoop steeds meer en in 1933 werden de laatste Alge-motorfietsen geproduceerd.
Het bedrijf ging echter niet ten onder. Onder meer door de reparatiewerkplaats overleefde het zelfs de Tweede Wereldoorlog.